# مارسلو ماکیدو
مارسلو ماکیدو (به پرتغالی: Marcelo Macedo Ferreira) هافبک اهل برزیل است که در شهر پتروپولیس، برزیل و در تاریخ ۱ فوریهٔ ۱۹۸۳ به دنیا آمده‌است.
مارسلو ماکیدو در تیم‌های فوتبال Fluminense سابقهٔ حضور دارد.